# عده در اصول
کتاب عده در اصول یا (عربی:عده الاصول) نام کتابی اصولی است که توسط شیخ طوسی تألیف شده‌است. شیخ طوسی این کتاب را اولین کتاب کامل در اصول فقه شیعه می‌داند.

## مؤلف
وی در رمضان سال ۳۸۵ هجری قمری در توس زاده شد، گرچه تاریخ دقیق تولد او در دست نیست. از کودکی آغاز به آموختن علوم اسلامی کرد. در سال ۴۰۸، ۲۳سالگی، خراسان را به قصد عراق ترک کرد و به بغداد رفت تا از محضر بزرگ‌ترین دانشمند شیعه آن عصر یعنی شیخ مفید درس آموزی کند.
شیخ طوسی در دوران جوانی به درجه اجتهاد رسید و کتاب تهذیب الاحکام را در این دوره و با پیشنهاد استادش، شیخ مفید تألیف کرد. وی پنج سال شاگردی شیخ مفید کرد. بعد از مرگ شیخ نزد شاگرد او سید مرتضی حاضر شد و ۲۳ سال تلمذ کرد.

## ویژگی‌ها
این کتاب دارای دو جلد است و دارای ۹۲ فصل می‌باشد. بنا به گفته شیخ طوسی این کتاب اولین کتاب کامل و جامع در اصول فقه است. هر چند سید مرتضی پیش از وی کتابی با عنوان الذریعه الی اصول الشریعه در این باره نگاشته‌است.
این کتاب از جمله کتب اصولی است که از مباحث کلامی و نزاع‌های منطقی بدور مانده‌است. «شیخ طوسی» بر خلاف استاد خود «سید مرتضی» گاهی در کتاب «عده» روایاتی از طریق ائمه شیعه نیز نقل می‌کند. عدة الاصول در کنار کتاب ذریعه سید مرتضی از مهمترین مجموعه‌های گردآوری شده در قواعد و مبانی اصول فقه امامیه پس از دوران غیبت کبری و سپری شدن دوران فقیهان محدّث تا دوران علامه حلّی است.بسیاری از مطالب و عبارت‌های اصول فقه شیخ مفید را می‌توان در کتاب عده الاصول شیخ طوسی یافت.